# Zetkan
Zetkan is een plaats in de gemeente Dubrava in de Kroatische provincie Zagreb. De plaats telt 209 inwoners (2001).